# 노래지빠귀

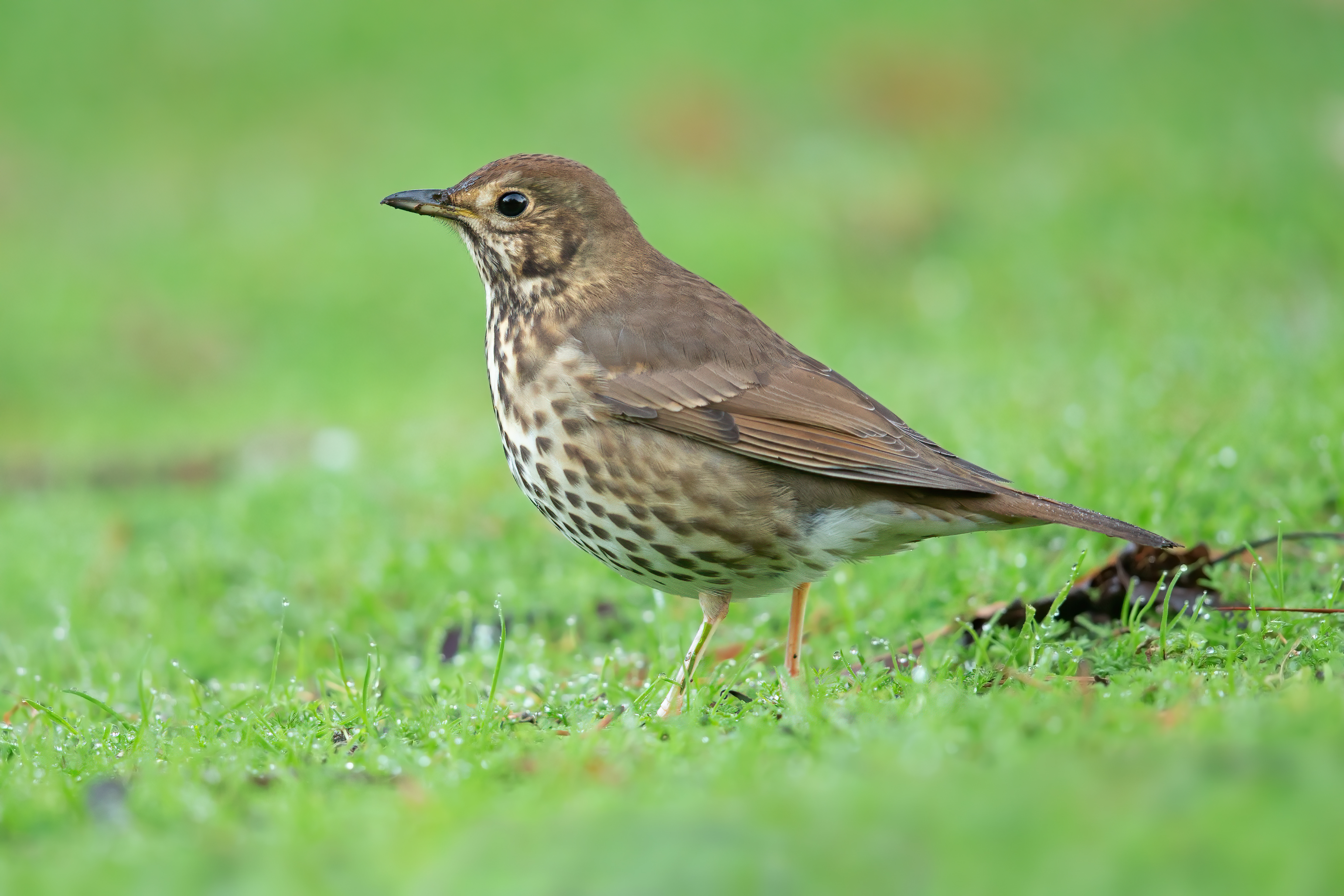

노래지빠귀(song thrush, 학명: Turdus philomelos)는 서구북구에 걸쳐 서식하는 개똥지빠귀이다. 윗부분이 갈색이고 아랫부분은 검은점의 크림색이나 담황색이며 3개의 아종이 식별된다.
노래지빠귀는 숲, 정원, 공원에서 새끼를 낳으며 부분적으로는 겨울을 나기 위해 서유럽, 북아프리카, 중동으로 이주한다. 뉴질랜드와 오스트레일리아로도 유입된다. 전 세계적으로 위기종은 아니지만 유럽의 일부 지역에서는 농업 방식의 변화로 인해 상당한 개체수 감소에 시달리고 있다.

## 개요

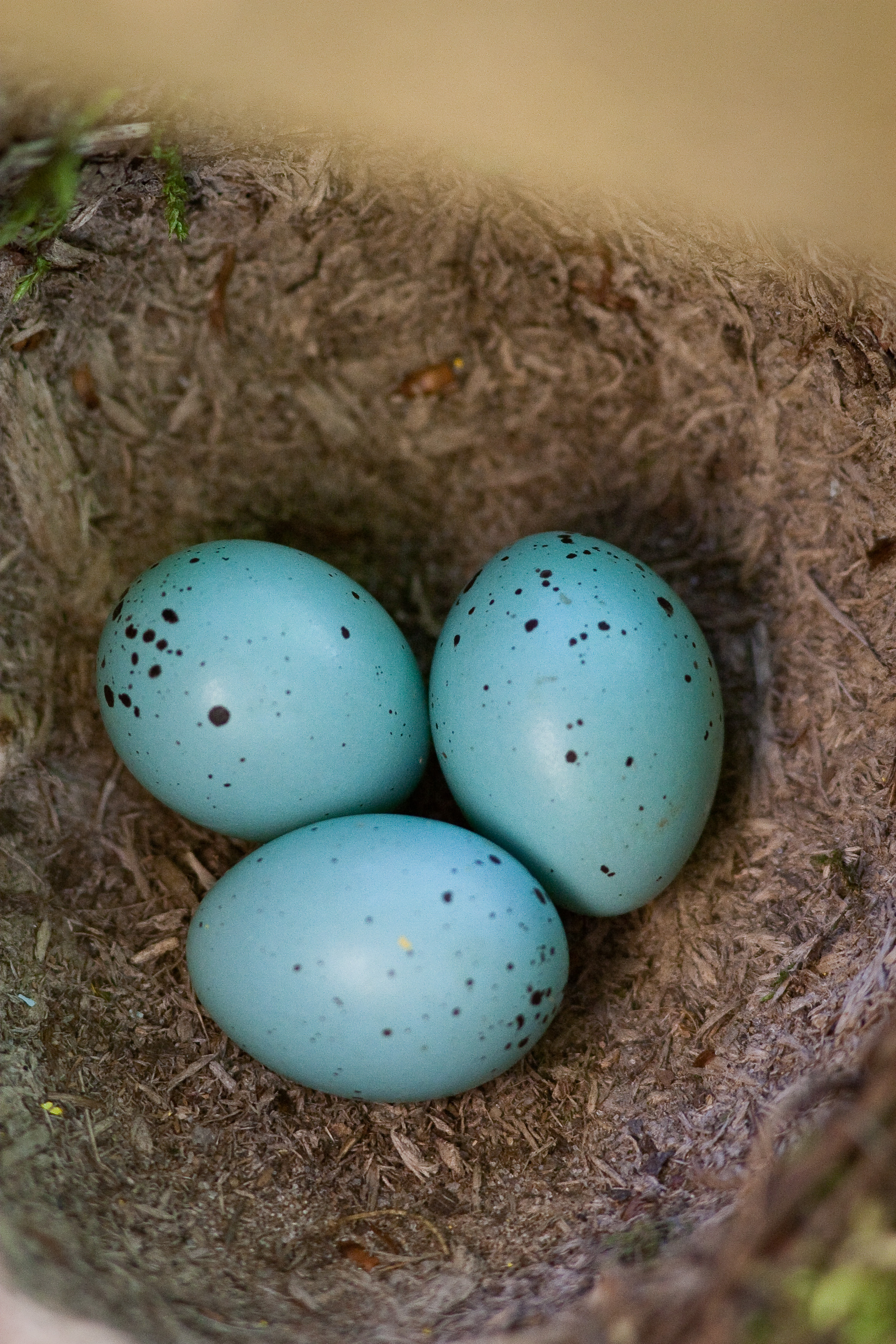
둥지 속 알 3개

노래지빠귀(특히 아종 T. p. philomelos)의 길이는 20~23.5센티미터, 몸무게는 50~107그램에 달한다. 성별간 차이는 거의 없다. 아래날개는 따뜻한 노란색이고 부리는 노란색이며 다리는 분홍색이다.
이베리아반도, 이탈리아 저지대, 그리스 남부를 제외한 유럽 대부분 지역, 우크라이나, 러시아(거의 바이칼호까지)에 서식한다. 노르웨이의 75°N에 도달하지만 시베리아의 경우 약 60°N까지 도달한다. 스칸디나비아, 동유럽, 러시아의 새들은 지중해, 북아프리카, 중동 주변에서 겨울을 난다.
영국에서 노래지빠귀는 나무와 덤불이 있는 곳에서 흔히 볼 수 있다. 이러한 지역에는 공원, 정원, 침엽수 및 낙엽성 삼림지대와 생울타리가 포함된다.
암컷은 진흙과 마른 풀을 가지고 관목, 나무, 덩굴 식물에 컵 모양의 둥지를 틀며 헤브리디스 제도 아종의 경우 땅에다 둥지를 튼다. 빛나는 파란 알들을 네다섯 개 낳으며 알은 검거나 자주색을 띄는 약간의 점들이 있다. 알의 크기는 보통 2.7 cm × 2.0 cm이며 알의 무게는 6.0그램이며 그 중 6%가 껍질이다.